# .ai
.ai ist die länderspezifische Top-Level-Domain (ccTLD) des britischen Überseegebietes Anguilla. Sie wurde am 16. Februar 1995 eingeführt und wird vom staatlichen Ministry of Infrastructure, Communications and Utilities (Ministerium für Infrastruktur, Kommunikation und Versorgung) verwaltet. Den operativen Betrieb verantwortet das Unternehmen Offshore Information Services.

## Eigenschaften
Eine .ai-Domain wird immer für zwei Jahre registriert, die Anmeldung benötigt üblicherweise vier Tage. Es existieren zahlreiche Second-Level-Domains, beispielsweise .com.ai für Unternehmen und .org.ai für gemeinnützige Organisationen. Es können nur alphanumerische Zeichen verwendet werden, die Länge ist auf drei bis 63 Zeichen eingeschränkt.

## Verwendung
Diese Domain ist insbesondere bei Startups im Bereich der künstlichen Intelligenz (englisch artificial intelligence, Abkürzung AI) beliebt. Durch den Hype bei künstlicher Intelligenz hat Anguilla im Jahr 2023 mit dem Verkauf von .ai Domains fast 35 Millionen Euro eingenommen, was mehr als 10 % des Bruttoinlandsprodukts entspricht.